# コントラーダ
コントラーダ（伊: Contrada）は、イタリア共和国カンパニア州アヴェッリーノ県にある、人口約3,100人の基礎自治体（コムーネ）。

## 地理

### 位置・広がり

#### 隣接コムーネ
隣接するコムーネは以下の通り。
- アイエッロ・デル・サーバト
- アヴェッリーノ
- フォリーノ
- モンテフォルテ・イルピーノ
- モントーロ
- ソロフラ